# 오틸리아 바데스쿠
오틸리아 버데스쿠(Otilia Bădescu, 1970년 10월 31일 ~ )는 루마니아의 탁구 선수이다. 2000년 말레이시아 쿠알라룸푸르 세계선수권대회에서 단체 동메달을 획득하였다.

## 참조
- 국제탁구연맹기록